# Jakarta Project
Apache Jakarta Project（アパッチ・ジャカルタ・プロジェクト）は、Apacheソフトウェア財団で運営されていたオープンソースソフトウェア開発プロジェクトの1つ。プログラミング言語Java向けのライブラリ、フレームワーク等を開発していた。2011年10月26日に全てのサブプロジェクトが卒業し、2011年12月21日に廃止された。
サン・マイクロシステムズが Java Servlet / JavaServer Pages (JSP) のリファレンス実装である JSWDK（JavaServer Web Development Kit）をApacheソフトウェア財団に寄付したのをきっかけに発足。そして、このJSWDKをベースに Apache Tomcat の最初のバージョンが開発された。
Jakartaの名称はJakartaと非常にかかわりの深いプログラミング言語Javaがその名前を取ったジャワ島にある都市ジャカルタを由来としている。

## サブプロジェクト

### Apacheソフトウェア財団のトップレベルプロジェクトに昇格したプロジェクト
- Ant
- Commons
  - BCEL
  - BSF
- DB
- Forrest
- Gump
- HiveMind
- James
- JMeter
- Lucene
- Maven
- POI
- Struts
- Tapestry
- Tomcat
- Turbine
- Velocity
- Watchdog

### 引退・休止または他へ移行したプロジェクト
- Apache Avalon
- Alexandria
- Agila
- ECS
- JCS
- ORO
- Regexp
- Slide
- Taglibs
- Cactus